# Imperia Online
Imperia Online este un joc persistent browser-based game(PBBG), massively multiplayer online real-time strategy game MMORTS creat de compania bulgară de software Imperia Online Ltd. Inițial a fost lansat pe 23 august 2005.
Plasat într-o lume medievală, Imperia Online este un joc în care predomină strategia militară.
Imperia Online a fost tradus în 30 de limbi și are peste 40 milioane de utilizatori înregistrați.
Jocul este momentan în a șasea lui variantă, însă mai sunt încă active și lumi din versiunea 5.

## Modul de joc
Imperia Online este plasat într-o lume medievală. Versiunea 6 a jocului, numită “Oamenii Măreți” este cea curentă cu toate că încă mai sunt multe lumi active a versiunii 5. Fiecare jucător pornește ca împărat al unei provincii nedezvoltate. Provincia poate fi dezvoltată prin construirea - și mai târziu ridicarea nivelelor - a unei varietăți de clădiri economice și militare printre care clădiri generatoare de resurse, precum și universități, utilizate pentru cercetarea tehnologiilor-cheie. Recrutarea și instruirea unităților militare permite jucătorilor să atace alte provincii, să jefuiască resursele acestora, și să se apere de atacuri inamice. Jucătorii pot face schimb de resurse cu alți jucători, după ce au construit piața pe propriul teritoriu.  Provincia crește spre un imperiu prin anexarea si colonizarea terenurilor. Jucătorii pot comunica între ei prin intermediul mesajelor din cadrul jocului, și se pot alătura alianțelor pentru cooperare militară și economică cu alți jucători.

### Începerea jocului
Jucătorii trebuie să se înregistreze pe ImperiaOnline.org, gratuit, furnizând o adresă de e-mail și creându-și un nume de utilizator și o parolă, sau utilizând un cont dintr-o rețea de socializare.
După logarea pe cont, jucătorul urmează un tutorial care îl ghidează prin numeroasele aspecte ale jocului și oferă recompense pentru finalizarea cu succes. După tutorial, misiunile încep să apară pentru a ghida jucătorul spre dezvoltarea provinciei.
La început, jucătorul poate opta pentru o “Protecție a Începătorului” timp de 7 zile, perioadă în care acesta nu poate fi atacat.

### Resurse
Resursele sunt necesare pentru dezvoltarea provinciilor și instruirea unităților. Trei dintre ele - lemn, fier și piatra - sunt produse de clădiri generatoare de resurse: Depozit de lemne, Mina de fier și Cariera de piatră. Producția de resurse poate fi mărită prin ridicarea celor trei clădiri generatoare, astfel încât se vor crea noi locuri de muncă.
A patra resursă principală este aurul. Este folosit pentru aproape toate tipurile de cercetări, instruire militară și dezvoltarea de clădiri. Este și moneda universală de vânzare-cumpărare a celor trei resurse. Aurul este colectat prin taxe, vânzare de resurse la piată, asedii ale fortărețelor, depozite bancare, și posibil ca premiu din variatele cufere premiate în joc.
Mai sunt așa-numitele “Resurse speciale” care pot fi găsite pe toată harta. Sunt peste 50 de resurse speciale și principalul lor scop este de a da o varietate de bonusuri în cadrul jocului cum ar fi producția de resurse, unităților militare, acumulare de experiență, etc.

### Clădiri
Sunt 29 de structuri care pot fi construite și dezvoltate în capitală.
Clădirile sunt construite și ridicate din cadrul unei clădiri principale, numită “Administrația provinciei”. Administrația provinciei este clădirea cu care fiecare jucător pornește jocul. Principalele două tipuri de clădiri sunt împărțite in două categorii “Economie” și “Militar”
Fiecare clădire are o funcție specială. De exemplu, cele două universități care fac posibile dezvoltarea cercetărilor economice și militare.

### Provincii
Fiecare provincie pornește ca un sat singular asupra căruia jucătorul preia controlul. Prin clădiri, cercetări și lupte progresive, provincia crește pe harta globală, mai târziu prin anexarea terenurilor care se transforma în provincii alăturate celei inițiale, care acum devine capitală.
Dezvoltarea provinciilor se realizează în același fel în care jucătorul a procedapulația trebuie să fie in creștere și menținută fericită, iar resursele și unitățile miltare pot fi folosite de toate provinciile.
Sunt câteva dezavantaje pe care provinciile le au față de capitală, un exemplu îl reprezintă universitățile care nu pot fi clădite in provincii, același lucru fiind aplicabil pentru castel, sediul central, biroul guvernatorului, bancă, minuni ș.a.
Colonialismul este o metodă de extindere a imperiului pe harta globală.

### Alianțe
În Imperia Online, alianțele, sunt grupuri de jucători care împărtășesc strategii între ei. Membrii alianței adună resurse și le investesc în cercetările alianței, care au efect asupra tuturor membrilor, poartă războaie, construiesc clădiri ale alianței, și extind influența culturală și militară. Aliații se pot ajuta reciproc militar și economic printr-un modul de  transfer de aur. Alianțele sunt clasate separat într-un clasament bazat pe totalul punctelor net worth ale membrilor.

### Lupte
Sistemul de lupte din Imperia Online este unul bogat și complex, cu toate că este compus doar din 4 tipuri de unități. Cele 4 unități principale de luptă sunt Ușoare. Grele, Elite și unități de Asediu.
Luptele necesită abilități și gândire tactică din partea jucătorului având în vedere că există diferite tipuri de formații de luptă care definesc rezultatul final al luptei.
Sunt trei tipuri de atacuri: Lupta de câmp, Asediul și Jaful.
Primul tip trimite armata să lupte numai contra trupelor adversarului aflate în câmp, fără a asedia fortăreața sau a jefui populația civilă. Profitul care-l are atacatorul pentru nimicirea armatei adversarului, sunt punctele militare și de onoare și o soldă constând în aur echivalentă unităților militare nimicite.
Asediul are loc după lupta de câmp reușită a atacatorului. Un asediu reușit asupra fortăreței prăduiește resurse.
Dacă jucătorul optează pentru Jaf, atunci unitățile atacă populația civilă. Aurul este primit pentru fiecare cap de locuitor omorât. Se pedepsește cu scăderea punctelor de onoare.

### Oamenii Măreți
Caracterele oamenilor măreți au fost introduse odată cu versiunea 6 a jocului. A adăugat conceptul de nobilime - Împăratul și oamenii din curtea sa, pot căpăta experiență și pot crește în doua discipline distincte.  Abilitățile guvernatorului în mod general, îmbunătățesc producerea resurselor și a unităților într-o provincie, pe când abilitățile generalului îți sporesc capacitățile militare. 
Fiecare Om Măreț vine cu abilități înnăscute, iar o selecție atentă a liniei ereditare a Împăratului îți permite să păstrezi coroana în mâinile celor mai potriviți oameni.

### Câștigarea Lumii
Odată cu lansarea versiunii 5 a jocului, câștigătorul lumii este determinat de către competiția Alianțelor.n timpul competiției alianțele încercau să cucerească castelele și să controleze influența generată de acestea.Cel puțin 60%  a influenței din teritoriile hărții globale pentru un anumit interval de ore (diferă în funcție de viteza lumii) era necesară ca victoria să fie asigurată. După stabilirea câștigătorului în competiția Lorzii Lumii, sezonul se încheie.
Începând cu anul 2016 toate sezoanele din lumile Imperia Online se termină la o data fixă, anunțată în prealabil de către sistemul jocului. Câștigătoare lumii, este alianța care cel mai mare procentaj de influență la data finală, sau cea mai mare valoare a punctelor net worth, dacă nimeni nu deține influență.

### Evenimente Globale
Evenimentele globale sunt provocări epice pe care Imperia Online le oferă jucătorilor săi. Noile clădiri colosale au apărut pentru prima dată în versiunea 6 și necesită cantități enorme de abilități. Fortăreața Întunecată, Craniul Belșugului, Turnul Cunoștințelor, Închisoarea de Piatra, Castelul Etern sunt doar o parte a ultimilor evenimente, care reunesc lumi întregi în vederea cuceririi lor.

### Galeria de Onoare
În 2018 a fost introdusă „Galeria de Onoare”. Funcția conține istoria tuturor erelor din toate lumile Imperia Online din ultimele decenii. Fiecare vizitator al paginii principale poate răsfoi întreaga istorie a jocului și poate vedea cine au fost cei mai performanți jucători și alianțe chiar și pentru un tărâm specific.

## Dezvoltarea
În Ianuarie 2005, idea jocului este creată de către Dobroslav Dimitrov, cel care este responsabil de designul jocului, și de Moni Dochev, responsabil de programarea proiectului.
Pe 23 August realmul 1 Imperia Online este lansat.
În 2006, versiunile 2 și 3 sunt lansate simultan, și funcționează concomitent cu V1 oferind reguli și mod de joc alternativ pentru a satisface gusturile jucătorilor. Jocul a fost tradus în 12 limbi diferite, nu în mică măsură, cu ajutorul managerilor de comunitate, numiți din rândul jucătorilor clasați în topul clasamentelor din Imperia Online. Are loc primul turneu Imperia Online.
În 2008 este lansată o altă actualizare: versiunea 4, care deservește ca prototip pentru versiunea 5. Cu un mod de joc mai complex și mai bogat, V4 urmând a primi mai târziu o îmbunătățire vizuală semnificantă, numită versiunea 4A. În același an, în lumile V4, este introdusă prima Invazie a Nomazilor din cadrul epicului turneu. 
În 2010, versiunea 5, Era Cuceritorilor, este lansată. Introduce noi efecte vizuale și caracteristici - și adițional a doua rasă din joc, nomazii.
În 2011, turneul Invaziei Nomade, cu reguli personalizate, intră în lumile Erei Cuceritorilor. De asemenea are loc prima etapă a Cupei Mondiale Imperia Online.
În 2012, sunt implementate primele lumi Tactical și Mega Blitz, oferind o provocare adițională jucătorilor experimentați. Imperia Online V5 se lansează în iOS. Are loc Cupa Mondială Imperia Online 2012.
În 2013, Imperia Online este integrată în cea mai mare rețea de socializare rusească, Odnoklassniki. Ultima Cupă Mondială IO a versiunii 5 are loc. Versiunea 5 este integrată în my.mail.ru și se lansează în Android.
În același an Versiunea 6, Oamenii Măreți, este lansată cu o grafică completă și utilizabilitate revizuită, mecanici îmbunătățite și extinse, caracteristici noi, cea mai importantă fiind introducerea Oamenilor Măreți.
În 2014, V6 se lansează în iOS și Android, și este de asemenea integrat în Facebook. În același an jocul are portale disponibile în Yahoo, ProSieben, Wild Tangent, Grupa Onet și RBK Games. Imperia Online extinde colaborarea cu Mail Ru Group integrând versiunea 6 în Odnoklassniki, my.mail.ru și Vkontakte.
În 2015, Imperia Online pentru Windows Phone apare în Game Troopers și este prezentat de Microsoft ca titlu pentru Xbox. Jocul oferă noi provocări epice prin cele mai noi evenimente globale cum ar fi Fortăreața Întunecată și Craniul Belșugului. Are loc a-10-a aniversare a turneului clasic “Invazia Nomazilor”. Pentru prima oară jocul are afișare cu aspect de iarnă spre finalul anului.
În 2016 este introdusă o nouă caracteristică „Magazinul Imperial” unde pot fi găsite diverse bunuri, cum ar fi: Acceleratoare de experiența, reducerea timpului pentru clădiri civile si militare și a timpului de cercetare, actualizări ale forței armate și alte oferte exclusive. Este implementat cel mai provocator Blitz Masters Realm, cu un set de reguli care face jocul extrem de competitiv. În același an, Imperia Online primește undă verde de la cea mai mare platformă online din lume „Steam”. De asemenea, are loc primul turneu olimpic Imperia Online - Jocurile de vară 2016.
În 2017 Imperia Online este publicată de firma „Play 3arabi” sub numele de Kingdoms Online disponibil atât pe iOS cât și pe Android. Jocul este în limba arabă. Este destinat in toatalitate auditoriului arab și are conținut cultural personalizat, inclusiv coloană sonoră a jocului. În același an, Imperia Online integrează ClanPlay - o aplicație de mesagerie, care permite jucătorilor să comunice, să își planifice strategiile, să recruteze noi veniți, să se angajeze în diplomație cu alte clanuri și să își împărtășească realizările. Au fost introduse minuni noi și îmbunătățite. De asemenea, se desfășoară primul turneu olimpic Imperia Online - Jocurile de iarnă 2017. Mai mult, din decembrie 2017 jucătorii noștri pot efectua achiziții în joc prin Trustly.
La începutul anului 2018, Imperia Online este lansat pe Samsung Galaxy App Store și MI App Store. În același an, jocul debutează pe Huawei AppGallery, KakaoTalk și One Store. De asemenea, jocul este prezentat oficial la Huawei Connect Europe ca una dintre cele mai importante jocuri de strategie disponibile în magazin.
În același an, Imperia Online participă la evenimentul caritabil War Child împreună cu alți dezvoltatori de jocuri de prestigiu. Pentru evenimentul de Armistițiu, un pachet premium special este lansat în joc. În timp ce toate veniturile din vânzarea pachetelor sunt donate pentru a sprijini copiii afectați de război.
La începutul anului 2019 Chatul global este lansat în toate lumile - o caracteristică care îmbunătățește elementul social al jocului și permite jucătorilor să comunice simultan in același chat. După aceea Imperia Online a găzduit Nomads Invasion: Civil War, unde jucătorii au reușit să lupte împotriva Hoardei Nomade dar și unul împotriva celuilalt. La sfârșitul acestui an, a fost lansat primul turneu Battle Royale din Imperia Online - un turneu PvP solo. Jocul a debutat și în LootBoy, BILD și Wanted 5 Games. În același timp, Imperia Online a fost listat pe portalul de jocuri al lui Kixeye – dezvoltatorul jocurilor War Commander și Battle Pirates. După aceste evenimente, Imperia Online a participat încă o dată la cauza globală  War Child. Au fost dezvoltate și lansate pachete speciale în joc. Toate 100% din pachetele vândute au fost donate direct către Armistițiul War Child.
În toamna aceluiași an a avut loc Cupa Mondială, iar campioana a fost România. Mai mult, în versiunea aniversară a jocului de 10 ani, unii dintre influențatorii de jocuri și YouTuberi bulgari au condus alianțe de elită în așa-numitul tărâm „Influencer wars” și și-au îndrumat fanii înspre victorie.

## Turnee
Imperia Online ține o serie de turnee anuale. Până acum au fost mai multe tipuri de turnee: Invazia Nomadă, Liga Campionilor, Cucerirea Castelului, Dominion Rush, Jocuri de Vara, Jocuri de Iarna, Lumea Legendelor și Cupa Mondială. În 2018 a avut loc primul Turneu Premium „Nomad All Stars” si a avut un premiu in valoare de 5000 de Euro.
| Anul | Câștigătorii Cupei Mondiale         |
| ---- | ----------------------------------- |
| 2011 | Echipa Bulgariei                    |
| 2012 | Echipa Bulgariei                    |
| 2013 | Echipa Croației                     |
| 2014 | Echipa Braziliei                    |
| 2015 | Echipa Croației                     |
| 2016 | Echipa Poloniei                     |
| 2017 | Echipa Bulgariei                    |
| 2018 | Echipa Statelor Unite               |
| 2019 | Echipa României                     |
| 2020 | Echipa României ( Ediție speciala ) |

## Nominalizari
„Game connection Awards 2014“ Paris, Franța
- Promising IP
- Desktop Downloadable
- Hardcore Game

„TIGA Games Industry Awards 2016“
- Nominalizare pentru Jocul Anului

Amazon.de in categoria "Soundtrack 2016": Cele mai bine vândute produse noi prezentate
Premiile europene pentru afaceri 2016/2017
„TIGA Games Industry Awards 2017“
- Nominalizare pentru Joc de Strategie